# 美談の団地心中
『美談の団地心中』（びだんのだんちしんじゅう）は、1982年にテレビ朝日系「土曜ワイド劇場」で放送されたテレビドラマ。主演は坂口良子。

## ストーリー
保母の章子が1人で暮らす団地の一室で、章子と刑事・田村の死体が発見され、現場の状況から田村による無理心中と判断される。この結末に至るまでの経緯が2ヶ月前の2人の出会いから描かれる。

## キャスト
- 泉章子（小港保育園の保母）〈22〉 - 坂口良子
- 田村安雄（横浜市小港署刑事）〈26〉 - 篠田三郎
- 森治子（森の妻・蒸発中）〈32〉 - 横山リエ
- 三浦正義（セールスマン）〈30〉 - ジョニー大倉
- 隅井（横浜市小港署刑事）〈27〉 - 真夏竜
- 森一郎（森の息子・脳腫瘍持ち）〈6〉 - 本間夕斗
- 丸木（横浜市小港署部長刑事）〈48〉 - 垂水悟郎
- 森道夫（一郎の父親）〈35〉 - 山本學
- 章子の母 - 桜むつ子
- 井上博一、井上三千男、小林千枝、本庄和子、音羽千佳子、宮沢元、松松坂雅治、丸山由利亜、玉村駿太郎、隼田勇蔵、中林義昭、川瀬螢子、龍のり子、角間進、谷川俊之、摂祐子、伊吹礼一、桑原一人

## スタッフ
- 原作 - 小林久三『美談の心中』
- 脚本 - 吉田剛
- 監督 - 野田幸男
- 音楽 - 横山菁児
- 制作 - テレビ朝日、松竹